# Lycée agricole et viticole de Crézancy
Le lycée agricole et viticole de Crézancy se trouve dans la ville de Crézancy dans l'Aisne en France et s'appelait autrefois l'école pratique d'agriculture. 
Pierre Alexandre Delhomme acquiert en 1878 le vieux domaine de la Croix-de- Fer, avec l'intention de le transformer et d'en faire une ferme modèle qui pût, plus lard, devenir une école d'agriculture.
Ainsi sur sa propriété une ferme agricole dans l'Aisne à Crézancy, et en 1891, l'établissement devenue une école pratique d'agriculture, accueillait sa première promotion d'élèves. À la suite de son décès, son épouse lègue la ferme de Crézancy au bénéfice de l'enseignement agricole qui subsiste toujours. En hommage, le champagne du lycée agricole et viticole de Crézancy s'appelle « Champagne Delhomme » en mémoire de son fondateur.